# Свети Георги (Гъскарка)
Вижте пояснителната страница за други значения на Свети Георги.
„Свети Георги“ (на гръцки: Αγίου Γεωργίου Καλοχωρίου) е православна църква в солунското село Гъскарка (Калохори), Гърция, част от Неаполската и Ставруполска епархия.
Храмът е осветен в 1935 година от солунския митрополит Генадий. В архитектурно отношение представлява трикорабна базилика. Ремонтирана е в 1941 и 1947 година. След като християнската общност нараства в началото на 50-те години на XX век, започва строежът на по-голяма църква – съвременния храм „Свети Георги“. Строежът продължава до 1982 година. Открит е на 8 октомври 1989 година от митополит Дионисий Неаполски и Ставруполски.